# Atletica leggera ai XVII Giochi paralimpici estivi - Lancio della clava maschile
Ai XVII Giochi paralimpici estivi le competizioni del lancio della clava maschile si sono svolte il 31 agosto e il 4 settembre 2024 presso lo Stade de France di Parigi.

## Risultati
Di seguito sono riportati i podi di tutte le gare del lancio della clava maschile per ogni classe di competizione. Maggiori dettagli sulle singole gare si trovano nelle pagine dedicate.